# Кукуївське сільське поселення
Куку́ївське сільське поселення — колишнє муніципальне утворення в складі Воткінського району Удмуртії, Росія. Адміністративний центр — присілок Кукуї.
Ліквідоване 25 червня 2021 року через переформування муніципального району на муніципальний округ.
Населення становить 968 осіб (2019, 885 у 2010, 844 у 2002).

## Склад
До складу поселення входять такі населені пункти:
| Населений пункт    | Населення, осіб (2002) | Населення, осіб (2010) |
| ------------------ | ---------------------- | ---------------------- |
| Гами, присілок     | 29                     | 47                     |
| Гришанки, присілок | 14                     | 18                     |
| Катиші, присілок   | 136                    | 116                    |
| Кукуї, присілок    | 665                    | 704                    |

## Господарство
В поселенні діють, школа, садочок, бібліотека, клуб, фельдшерсько-акушерський пункт. Серед підприємств працюють пекарня ТОВ «Істок», Воткінське райпо, ТОВ «Мир», ТОВ «Сатурн-К».